# Troye-d’Ariège
Troye-d’Ariège (okzitanisch Tròia) ist eine französische Gemeinde mit 110 Einwohnern (Stand 1. Januar 2022) im Département Ariège in der Region Okzitanien. Sie gehört zum Arrondissement Pamiers und zum Kanton Mirepoix.
Das Gemeindegebiet wird vom Flüsschen Countirou durchquert. Nachbargemeinden sind Saint-Julien-de-Gras-Capou im Nordwesten, La Bastide-de-Bousignac im Norden, Saint-Quentin-la-Tour im Osten, Belloc im Südosten, Léran im Süden, Aigues-Vives im Südwesten und Limbrassac im Westen.

## Bevölkerungsentwicklung
| Jahr      | 1962 | 1968 | 1975 | 1982 | 1990 | 1999 | 2008 | 2015 |
| --------- | ---- | ---- | ---- | ---- | ---- | ---- | ---- | ---- |
| Einwohner | 101  | 66   | 53   | 64   | 84   | 93   | 86   | 90   |